# Clown (película)
Clown (El payaso del mal en Hispanoamérica) es una película de terror estadounidense del año 2014. Fue dirigida por Jon Watts y escrita por Christopher D. Ford y Watts. Está protagonizada por Andy Powers, Laura Allen, Peter Stormare y Christian Distefano.

## Argumento
Kent McCoy (Andy Powers) es un vendedor de bienes raíces, amoroso esposo y padre que organiza una fiesta de cumpleaños para su hijo Jack (Christian Distefano), con un payaso. El payaso no se puede presentar, pero Kent descubre un viejo traje de payaso en el ático de una casa que está vendiendo y se lo pone para reemplazar al payaso ausente. Después de la fiesta, Kent duerme con el traje de payaso, pero a la mañana siguiente se da cuenta de que ya no es capaz de quitárselo. El traje, la peluca y la nariz roja se están adhiriendo progresivamente a su piel.
Kent se ve obligado a ir a trabajar con el disfraz y los hombres que le ayudan a renovar las casas en venta se burlan de él. Kent intenta quitarse el disfraz pero en el proceso se corta la muñeca con una navaja y rompe una sierra manual. Ante la situación, decide ir a casa y contarle a su esposa Meg (Laura Allen) lo que está pasando, ella trata de ayudarlo a quitarse la nariz de payaso, pero mientras lo hace le rasga la piel y lo hiere. La nariz de payaso se cae y el perro de la familia se la come. Él va al hospital por sus heridas y el médico de emergencias se ríe de él. De repente, Kent empieza a comportarse de manera extraña y a tener una sensación profunda de hambre acompañada de rugidos en su estómago.
Kent intenta entender lo que está sucediendo y rastrea a Herbert Karlsson (Peter Stormare), el hermano del especialista en tratamiento de cáncer: el Dr. Martin Karlsson, quien es el anterior dueño del disfraz. Kent se entera de que el traje son realmente la piel y el cabello de un antiguo demonio del norte de Europa ahora olvidado: el "Cloyne", que atraía a cinco niños. Karlssson droga a Kent con un té, revelando que la única manera de parar al demonio es decapitando a quien usa el disfraz. Karlsson pone un cuchillo de carnicero en el hombro de Kent, Kent se pone de pie de un salto y le pregunta qué está haciendo. Ambos pelean y Kent logra dominar a Karlsson y este último le cuenta que lentamente se está convirtiendo en el demonio.
Kent regresa a casa y luego de una serie de incidentes decide alejarse de su familia y se hospeda en un apartamento de los que está vendiendo, allí lucha contra su hambre demoniaca e intenta suicidarse disparándose en la boca, manchando las paredes de una sangre arco iris, pero no muere. Él intenta decapitarse a sí mismo con un par de motosierras pero falla y una de las cuchillas de las motosierras sale disparada y termina asesinando a un pequeño niño, el cual es devorado por Kent. Finalmente, Kent se convierte en el demonio y se come a su segunda víctima, un niño que había estado molestando a su hijo Jack. 
Meg se involucra, tratando de entender qué está pasando con su marido y trata de ayudarle a combatir contra el demonio que domina su cuerpo. Desesperada, ella une fuerzas con Karlsson con la intención de liberar a Kent del traje, aunque Karlsson se prepara para matar a Kent si es necesario. 
Meg comprende de Karlsson que para liberar a alguien del traje de payaso se debe ofrecer lo que el demonio quiere: cinco niños. Así mismo, se entera de que hace muchos años, Karlsson se puso el disfraz para entretener a los niños de una clínica ontológica en la que Martin trabajaba y se convirtió en el demonio. Martin raptó a cinco de los niños moribundos de la clínica para liberar a Herbert del disfraz. Karlsson le advierte a Meg que la maldición está en cualquier parte del disfraz lo cual explica cómo el perro de la familia había sido afectado por la maldición luego de comerse la nariz de payaso de Kent, por lo cual tuvo que ser asesinado.
Kent se cuela en un patio de juegos y mata y devora a dos niños más. Karlsson es incapaz de matar a Kent y Meg intenta hacer volver en sí a su marido, pero el demonio le ofrece un trato: la alimentación de un niño más y liberará a Kent. Meg considera la oferta y ofrece a una niña que conoce de su trabajo como enfermera pero finalmente cambia de opinión y aparentemente deja ir a la niña, no se sabe que sucedió con ella después.
El demonio payaso empieza a buscar a Jack para comérselo y mata al abuelo de Jack arrancándole la mandíbula. Meg decide luchar contra su marido, pero el demonio se empieza a sentir atraído por el útero de Meg, revelando así que está embarazada. Después de una larga persecución dentro de la casa, Meg se ve obligada a golpear la cabeza del demonio con un martillo, matando tanto al demonio como a su marido. Al final, el traje es recogido y empacado para ser analizado por la policía.

## Reparto
- Andy Powers como Kent McCoy.
- Laura Allen como Meg McCoy.
- Peter Stormare como Herbert Karlsson.
- Eli Roth como Frowny, el payaso
- Christian Distefano como Jack McCoy.
- Chuck Shamata como Walt McCoy.
- Robert Reynolds como el Dr. Martin Karlsson.